# Laetitia Berthier-Four
Pour les articles homonymes, voir Berthier.
Laetitia Berthier-Four, née le 15 décembre 1977, est une sauteuse à la perche burundaise qui a obtenu ses meilleurs résultats au niveau continental décrochant une médaille de bronze aux Championnats d'Afrique 2008 et une médaille d'argent aux Championnats d'Afrique 2010,.
Elle est de profession masseuse-kinésithérapeute.